# Maianthemum
Genre
Classification phylogénétique
Maianthemum est un genre de petites plantes herbacées de la famille des Liliaceae selon la classification classique, ou des Ruscaceae (ou des Asparagaceae) selon la classification phylogénétique.
Dans d'autres classifications, Maianthemum a été placé dans la famille des Convallariaceae.

## Nomenclature et systématique

### Synonymes
Ce genre connait de nombreux synonymes, non valides, rejetés ou superflus :
- Asteranthemum Kunth 1850 ;
- Bifolium Gaertn., E.Mey. & Schreb. 1799 ;
- Jocaste Kunth 1850 ;
- Maia Salisb. 1866 ;
- Medora Kunth 1850 ;
- Monophyllon Delarbre 1800 ;
- Neolexis Salisb. 1866 ;
- Oligobotrya Baker 1886 ;
- Polygonastrum Moench 1794 ;
- Sciophila Wibel 1799 ;
- Sigillaria Raf. 1819 ;
- Smilacina Desf. 1807 ;
- Styrandra Raf. 1819 ;
- Tovaria Neck. ex Baker 1875 ;
- Unifolium Zinn 1757 ;
- Vagnera Adans. 1763 ;
- Valentinia Heist. ex Fabr. 1763.

### Liste d'espèces
- Maianthemum amoenum (HLWendl.) LaFrankie
- Maianthemum atropurpureum (Franch.) LaFrankie
- Maianthemum bicolor (Nakai) Cubey
- Maianthemum bifolium (L.) F.W.Schmidt
- Maianthemum canadense Desf.
- Maianthemum comaltepecense Espejo, López-Ferr. & Ceja
- Maianthemum dahuricum (Turcz. ex Fisch. & CAMey.) LaFrankie
- Maianthemum dilatatum (Alph.Wood) A.Nelson & J.F.Macbr.
- Maianthemum flexuosum (Bertol.) LaFrankie
- Maianthemum formosanum (Hayata) LaFrankie
- Maianthemum forrestii (WWSm.) LaFrankie
- Maianthemum fusciduliflorum (Kawano) SCChen & Kawano
- Maianthemum fuscum (Mur.) LaFrankie
- Maianthemum gigas (Woodson) LaFrankie
- Maianthemum gongshanense (S.Yun Liang) H.Li
- Maianthemum henryi (boulanger) LaFrankie
- Maianthemum hondoense (Ohwi) LaFrankie
- Maianthème × intermédiaire Vorosch.
- Maianthemum japonicum (A.Gray) LaFrankie
- Maianthemum lichiangense (WWSm.) LaFrankie
- Maianthemum macrophyllum (M.Martens & Galeotti) LaFrankie
- Maianthemum mexicanum García Arév
- Maianthemum monteverdense LaFrankie
- Maianthemum nanchuanense H.Li & JLHuang
- Maianthemum oleraceum (boulanger) LaFrankie
- Maianthemum paludicola LaFrankie
- Maianthemum paniculatum (M.Martens & Galeotti) LaFrankie
- Maianthemum purpureum (Mur.) LaFrankie
- Maianthemum racemosum (L.) Link
- Maianthemum robustum (Makino & Honda) LaFrankie
- Maianthemum salvinii (Boulanger) LaFrankie
- Maianthemum scilloideum (M.Martens & Galeotti)
- Maianthemum stellatum (L.) Link
- Maianthemum stenolobum (Franch.) SCChen & Kawano
- Maianthemum szechuanicum (FTWang & Tang) H.Li
- Maianthemum tatsienense (Franch.) LaFrankie
- Maianthemum trifolium (L.) Sloboda
- Maianthemum tubiferum (Batalin) LaFrankie
- Maianthemum yesoense (Franch. & Sav.) LaFrankie

## Galerie

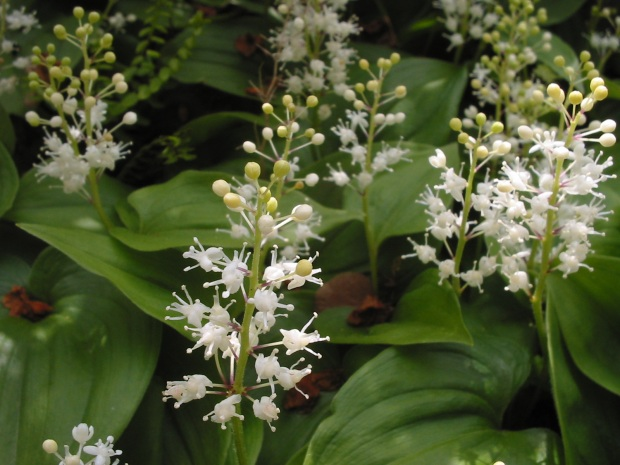
Maianthemum bifolium
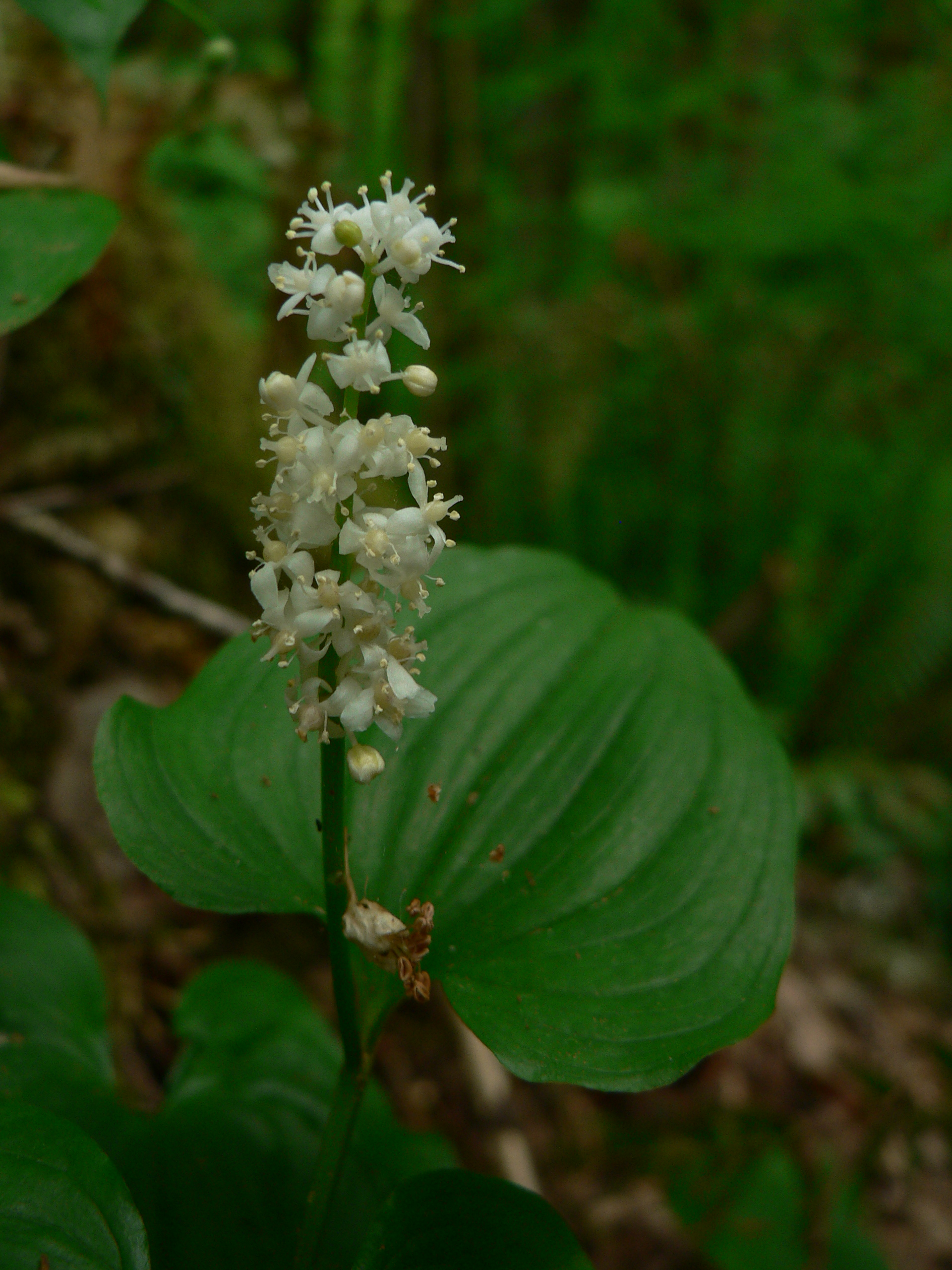
Maianthemum dilatatum
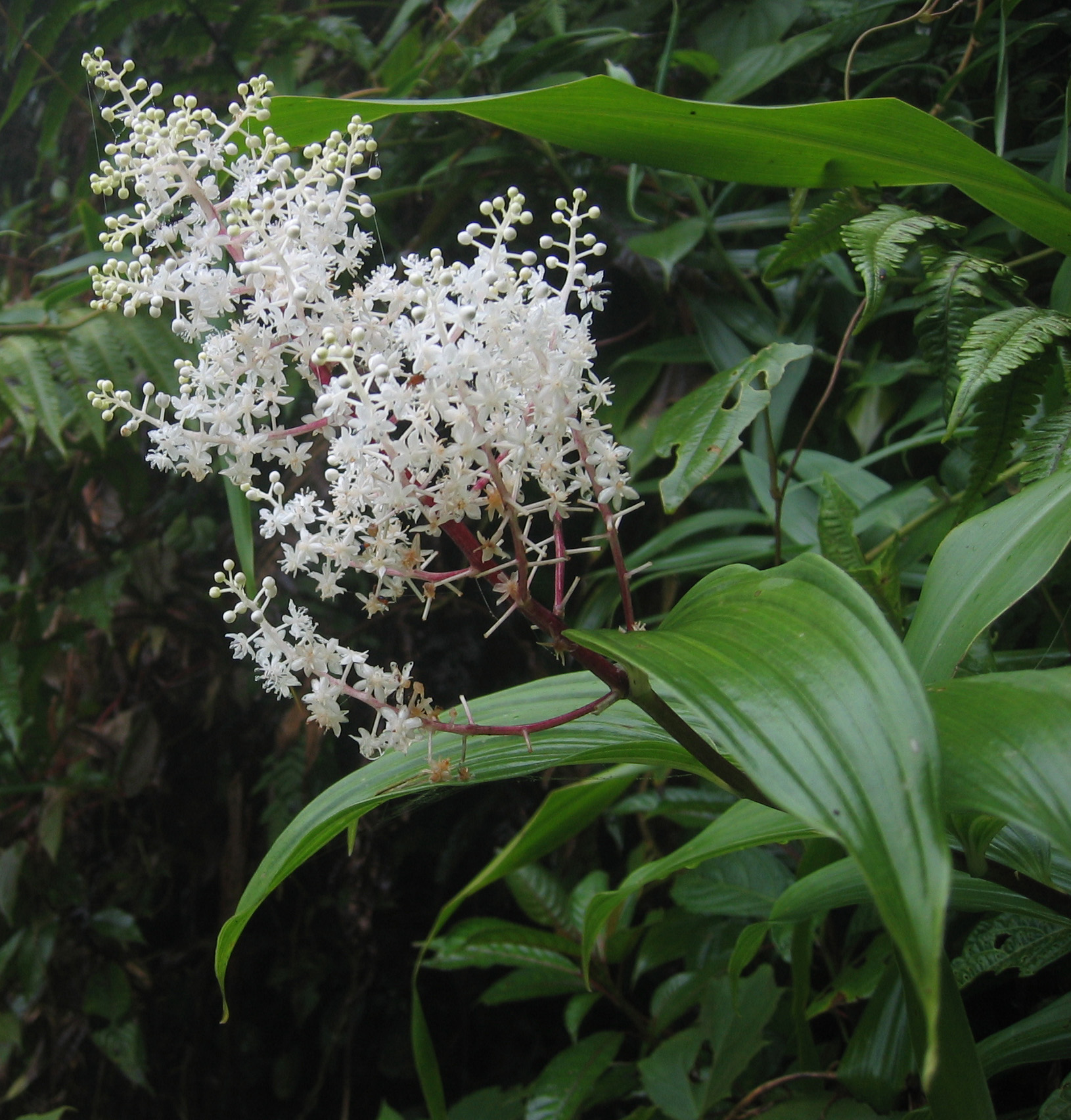
Maianthemum gigas
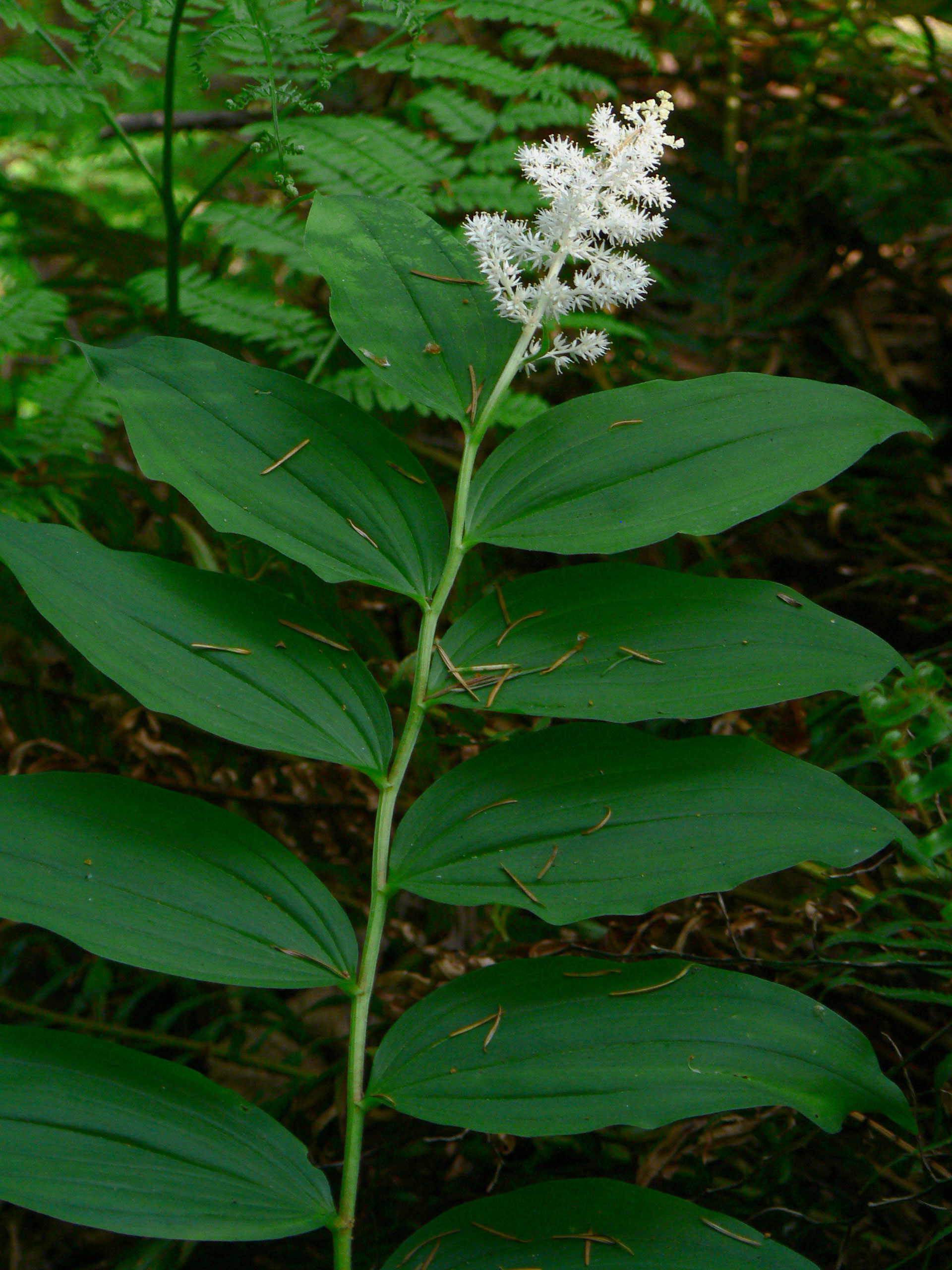
Maianthemum racemosum
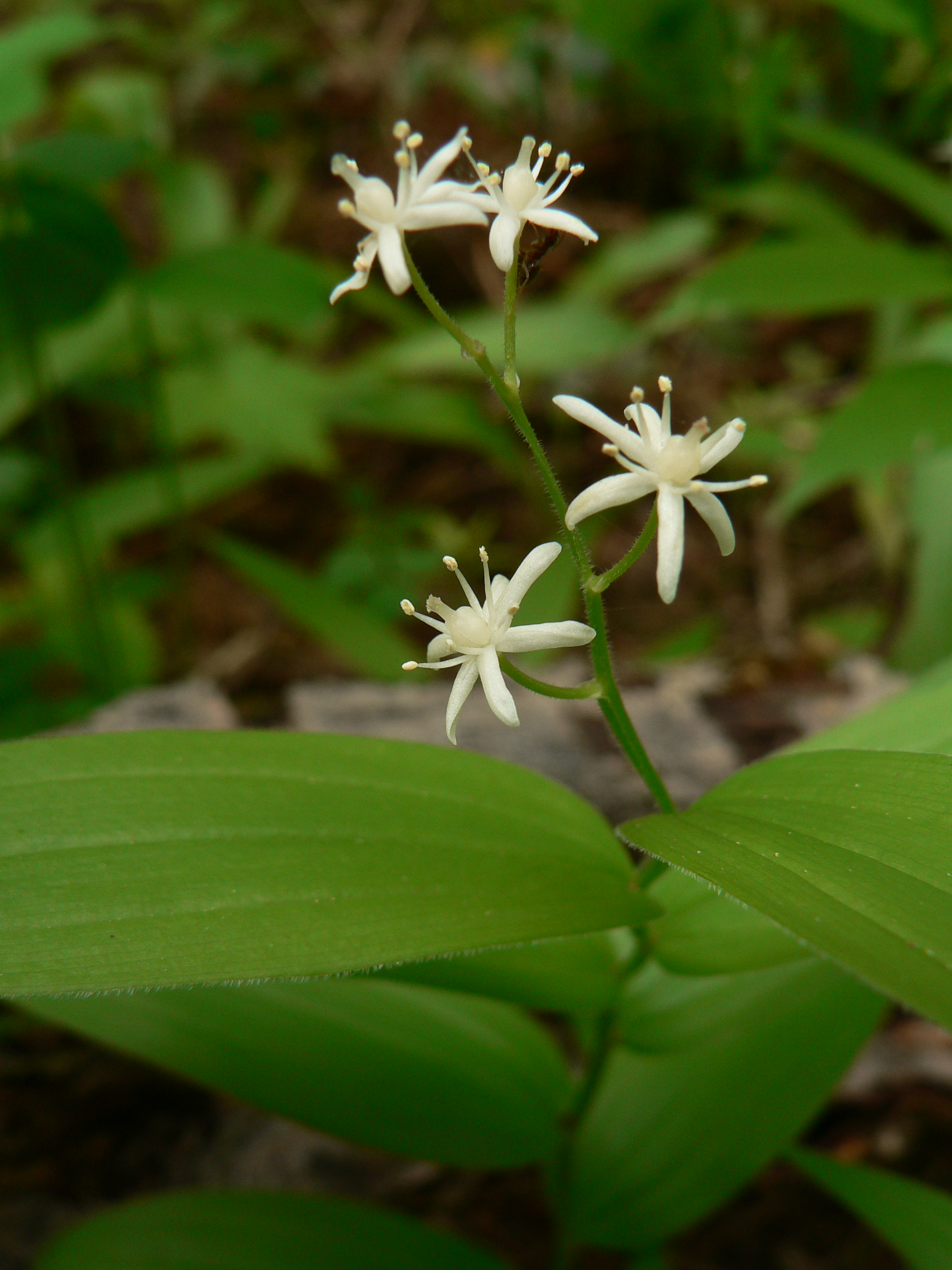
Maianthemum stellatum